# قلعة رآسيبوري

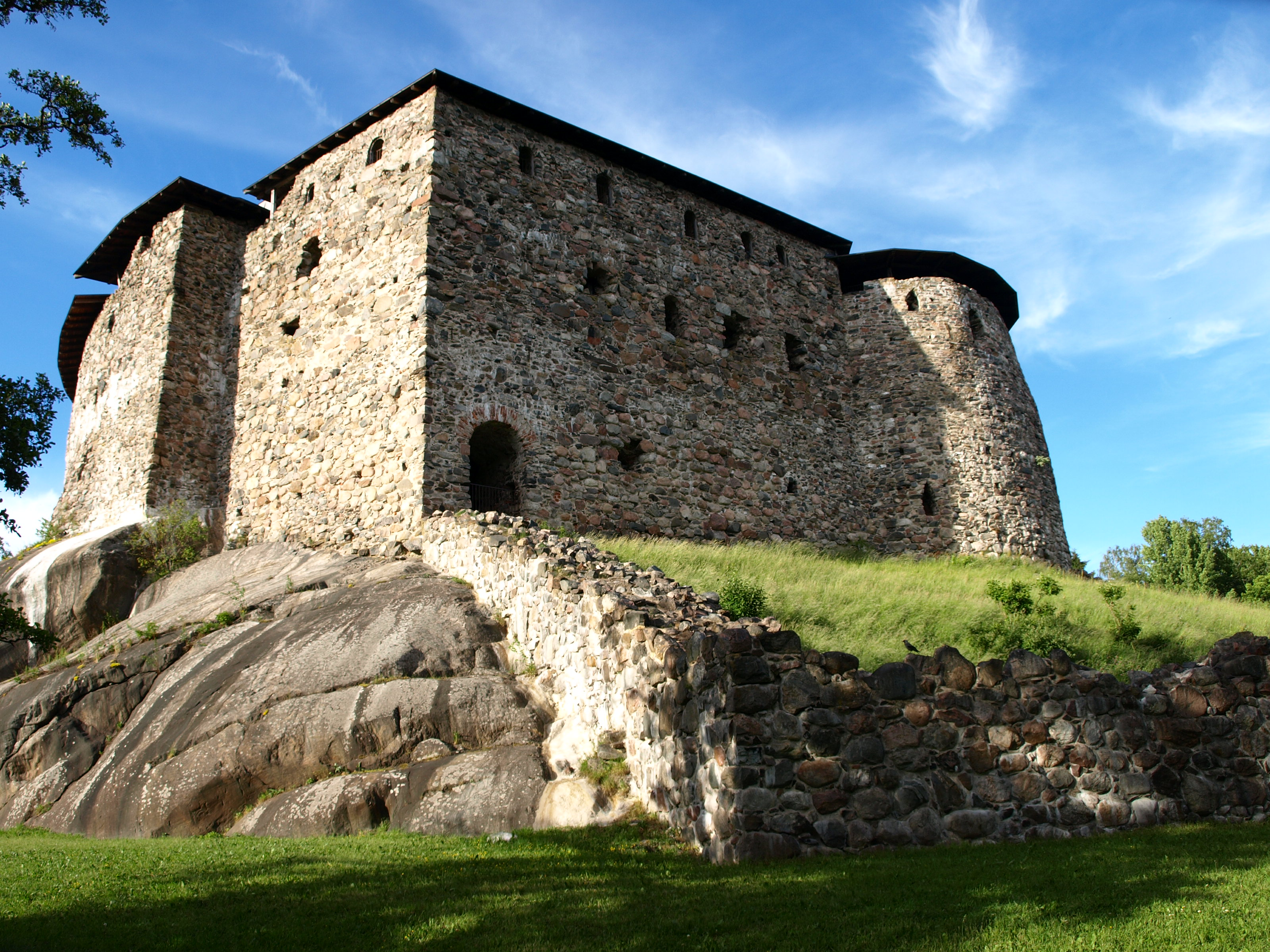
قلعة رآسيبوري

قلعة رآسيبوري (بالفنلندية: Raaseporin linna، بالسويدية: Raseborgs slott) قلعة قروسطية في مدينة رآسيبوري بفنلندا. أسس القلعة بو يونسون ويعتقد أن المرحلة الأولى للقلعة تم الانتهاء في وقت ما بين 1373 و 1378. البيانات الأولى مكتوبة حول القلعة من 1378. وكان الغرض الرئيسي لحماية مصالح السويد في جنوب فنلندا ضد مدينة تالين الهانزية. بنيت القلعة في الأصل على جزيرة صغيرة في الطرف الشمالي لخليج البحر. يعتقد المؤرخين أن القلعة بنيت في 3 مراحل مختلفة على مر الزمن من القرن الرابع عشر إلى القرن السادس عشر.